# تشيستر جي. أتكينز
تشيستر جي. أتكينز هو سياسي أمريكي، ولد في 14 أبريل 1948 في جنيف في سويسرا. نشط حزبياً في الحزب الديمقراطي.

## مناصب
- انتخب عضو مجلس ولاية ماساتشوستس ‏ عن دائرة Massachusetts Senate's Middlesex and Worcester district [الإنجليزية]‏.
- في انتخابات مجلس النواب الأمريكي 1990 [الإنجليزية]‏، انتخب عضو مجلس النواب الأمريكي [الإنجليزية]‏ عن دائرة Massachusetts's 5th congressional district [الإنجليزية]‏ وقد انضم خلال فترته النيابية [الإنجليزية]‏ (3 يناير 1991 – 3 يناير 1993) للكتلة البرلمانية الحزب الديمقراطي.
- انتخب عضو مجلس نواب ماساتشوستس ‏.
- انتخب عضو مجلس النواب الأمريكي [الإنجليزية]‏.